# Las Torres de Cotillas
Las Torres de Cotillas település Spanyolországban, Murciában. Las Torres de Cotillas Murcia, Alguazas, Campos del Río és Molina de Segura községekkel határos. Lakosainak száma 22 406 fő (2024).

## Népesség
A település népessége az elmúlt években az alábbi módon változott:
| Lakosok száma | 16 394 | 17 565 | 19 611 | 21 062 | 21 608 | 21 404 | 21 420 | 21 471 | 21 980 | 22 406 |
|               | 2001   | 2004   | 2007   | 2009   | 2012   | 2014   | 2017   | 2019   | 2022   | 2024   |